# 1月16日の夜に
『1月16日の夜に』（いちがつじゅうろくにちのよるに、Night of January 16th）は、アイン・ランドによる戯曲である。"マッチ王"と呼ばれたイーヴァル・クルーガーの死に着想を得ている。劇の全体が、殺人事件を審理する法廷を舞台に進行する。この作品の珍しい特徴として、陪審員の役が観客の中から選ばれる。劇中の法廷では、ビジネスマンのビョーン・フォークナー（Bjorn Faulkner）の元秘書で愛人だったカレン・アンドレ（Karen Andre）が、フォークナーを殺した被疑者として審問される。フォークナーが死に至った事件そのものは描写されず、陪審員役の観客は、法廷に呼ばれた証人の証言に基づき、アンドレが有罪かどうかを判断しなければならない。劇の結末は、陪審員役の観客が下す評決によって変わる。作者ランドの意図は、評決を通じて陪審員が「個人主義」と「順応」のどちらを好むかを明らかにしながら、「個人主義」と「順応」の矛盾をドラマチックに描き出すことにあった。
この戯曲は『裁判にかけられた女』（Woman on Trial）のタイトルで1934年にロサンゼルスで初上演され、批評家から肯定的な評価を受け、興行的にもまずまずの成功を収めた。プロデューサーのアル・ウッズ（Al Woods）はタイトルを『1月16日の夜に』（Night of January 16th）に変更し、1935年からブロードウェイで上演した。ブロードウェイ公演は陪審の利用で注目を集め、数ヶ月にわたって上演され続けた。ヒロインのカレン・アンドレ役のドリス・ノラン（Doris Nolan）は、批評家から肯定的な評価を受けた。ノランは本作品がブロードウェイでのデビュー作だった。その後複数の地方公演が行われた。1973年に『ペントハウス・レジェンド』（Penthouse Legend）のタイトルで上演されたオフ・ブロードウェイでのリバイバルは、商業的に失敗で、批評家からの評価も否定的だった。
ブロードウェイ公演にあたり、プロデューサーのウッズはランドに脚本の変更を求め、ランドとたびたび衝突した。ウッズとランドの衝突は、ウッズが戯曲上演料の一部をスクリプト・ドクターへの支払いに当てていることにランドが気付き、業界団体の調停機関に仲裁を申し立てた時、頂点に達した。脚本が変更されたブロードウェイ公演とアマチュア劇団向けに出版されたその書籍版をランドは好まず、1968年には自ら編集した書籍版を「決定版」と題して出版させた。1941年には、この戯曲を土台にした映画が公開された。また、テレビドラマおよびラジオドラマにも翻案された。

## あらすじ
『1月16日の夜に』のプロットは、企業幹部ビョーン・フォークナー（Bjorn Faulkner）の秘書カレン・アンドレ（Karen Andre）を被疑者とする、フォークナー殺人事件の公判を中心に展開する。劇全体が法廷で進行し、フォークナー自身は一度も登場しない。フォークナーは自分の会社から数百万ドルを着服し、金（ゴールド）取引につぎ込んでいた。資金繰りの行き詰まりから、フォークナーは破産に直面していた。1月16日の夜、フォークナーとアンドレは、ニューヨーク市のフォークナー・ビルディングのペントハウスにいた。フォークナーはそこから墜死したらしい。3幕構成を通じ、検察官のフリント（Mr. Flint）とアンドレの弁護士のスティーヴンス（Mr. Stevens）がそれぞれ証人を呼び出す。各証人の証言は、互いに食い違う。
第1幕の冒頭、裁判長が書記官に、観客の中から陪審員を呼び出すように求める。陪審員達が着席すると、検察による冒頭陳述が始まる。フリント検事から、アンドレがフォークナーの秘書であっただけでなく、愛人でもあったことが説明される。フリント検事によれば、フォークナーはナンシー・リー・ホイットフィールド（Nancy Lee Whitfield）と結婚するためにアンドレとの愛人関係を終わらせ、彼女を解雇したのであり、これがアンドレがフォークナーを殺す動機になった。フリント検事はさらに複数の証人を呼ぶ。まず検死官が、フォークナーが墜落死したのか、それとも死体の状態で落とされたのかは、遺体の損傷が激しいため判定できないと証言する。初老の夜警と、私立探偵が、それぞれその夜目撃した出来事を証言する。警視正が、遺書が見つかったことを証言する。フォークナーの非常に信心深い家政婦が、アンドレとフォークナーの性的関係を非難がましく証言し、フォークナーが結婚した後でアンドレが別の男といるところを見たと述べる。ナンシー・リーは、フォークナーとの交際と結婚について田園詩的に証言する。ナンシー・リーは嘘をついているとアンドレが突如言い出したところで、第1幕が終わる。
第2幕が始まり、検察側の証言が続く。フリント検事が、フォークナーの義理の父でホイットフィールド国民銀行の頭取であるジョン・グラハム・ホイットフィールド（John Graham Whitfield）を呼び出す。ジョン・グラハム・ホイットフィールドは、自分がフォークナーに行った多額の融資について証言する。スティーヴンス弁護士は反対尋問で、その融資はホイットフィールドの娘とフォークナーの結婚に使われたのではないかと示唆する。これで検察側の立証が終わり、弁護側の立証が始まる。筆跡鑑定の専門家が、遺書の署名について証言する。フォークナーの部下の経理係が、アンドレが解雇されてからフォークナーが死ぬまでの間に起きた出来事と、関連する財務上の問題について証言する。アンドレが証言台に立ち、自分とフォークナーの愛人として関係と、横領の共犯としての関係について証言する。アンドレは、フォークナーがナンシー・リーと結婚したのはホイットフィールド国民銀行から融資を引き出すための方便だったので、自分はフォークナーの結婚を恨んではいなかったと述べる。フォークナーが自殺したと考えられる理由をアンドレが説明し始めた時、悪名高いギャングの"ガッツ"・リーガン（"Guts" Regan）がアンドレの話をさえぎり、フォークナーは死んでいるとアンドレに教える。フォークナーの殺人事件の公判中であるにもかかわらず、アンドレはこの知らせにショックを受け、気を失う。
最終幕が始まり、アンドレの証言が続く。前幕まで挑戦的だったアンドレが、陰鬱になっている。アンドレによれば、彼女とフォークナーとリーガンの3人は、ホイットフィールドから金を詐取して逃亡するために、共謀してフォークナーの自殺を偽装するつもりだった。アンドレに恋愛感情を持っていたリーガンは、既に死んでいたギャング仲間の"左利き"オトゥール（"Lefty" O'Toole）の死体を盗み、フォークナーに偽装する墜死体としてアンドレに引き渡した。反対尋問で、フリント検事は、アンドレとリーガンが過去の不法行為をネタにフォークナーを恐喝していたのではないかと示唆する。スティーヴンス弁護士はリーガンの証言を求める。リーガンは、盗んだ死体をアンドレに渡した後、逃亡用の飛行機でフォークナーと落ち合う予定だったが、フォークナーは現れず飛行機も見つからなかったと証言する。リーガンによれば、リーガンはフォークナーに会えなかった代わりにホイットフィールドに会い、口止め料の小切手を渡された。その後リーガンは飛行機を見つけるが、その飛行機は火災で黒焦げになっており、中にはフォークナーと思われる男の死体があった。フリント検事がリーガンに反対尋問を行う。盗んだ遺体を飛行機に置いたのはリーガンであり、その目的はアンドレが疑われるようにするためであり、ホイットフィールドから渡された小切手はリーガンの一味へのみかじめ料だったのではないか、とフリント検事は示唆する。ブロードウェイ版およびアマチュア版では、次にオトゥールの妻でエキゾチックダンサーのロバート・ヴァン・レンスラー（Roberta Van Rensslaer）という証人が登場する。レンスラーは、リーガンが夫オトゥールを殺したと信じていた。レンスラーは、ランドが好んだオリジナル版には登場しないキャラクターである。次にスティーヴンス弁護士が、リーガンの証言への疑問を追究するために2人の証人を呼び戻す。その後、検察側と弁護側がそれぞれ最終弁論を行う。
陪審団は票決のために退席する。登場人物たちが、順次スポットライトを当てられながら、ハイライトを再演する。陪審団が席に戻り、評決を発表する。その後、2つの短いエンディングのいずれかが続く。評決が無罪だった場合は、アンドレが陪審団に礼を述べる。評決が有罪だった場合は、陪審団のおかげで自殺する手間が省けたとアンドレが言う。ナサニエル・エドワード・レイード（Nathaniel Edward Reeid）によるアマチュア版では、評決がどちらだった場合も、裁判長が、陪審員たちは誤った判断をしたと叱り、二度と陪審員を務める資格がないと言う。

## 作品分析

### 陪審の要素

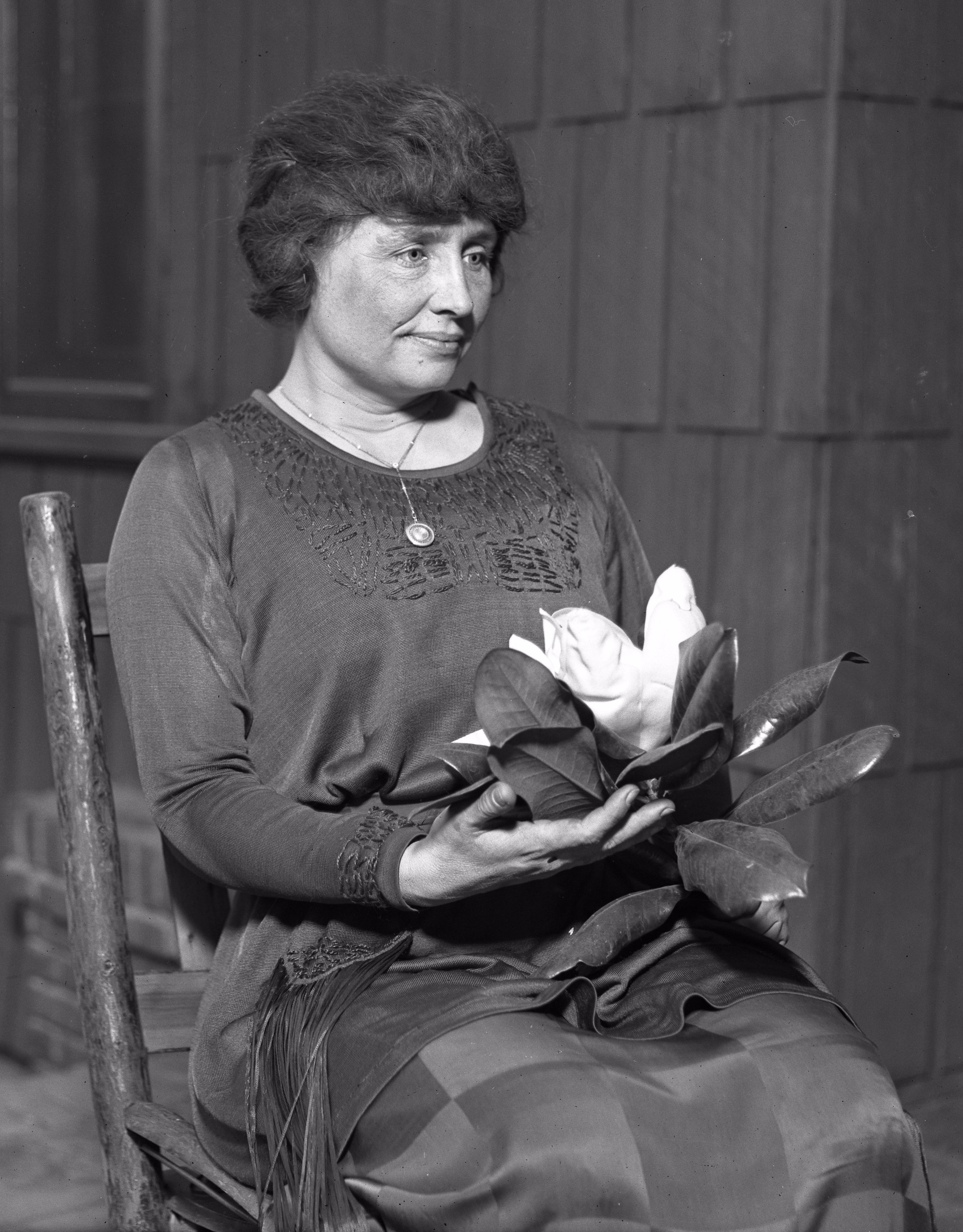
ブロードウェイ公演で陪審員席に座った著名人の一人に、ヘレン・ケラーもいた。

観客から陪審員役を選び出すという仕掛けは、演劇における本作品の最大の新機軸だった。本作品の舞台化を検討して却下したプロデューサーの多くは、この点に懸念を抱いた。アル・ウッズはこのアイデアを肯定的に評価したが、 ジョン・ヘイデン（John Hayden）は、観客が参加を拒否したり、演劇的な幻想が破壊されたりすることを懸念した。こうした問題が生じないかどうかを確認するため、試験的な公演も行われた。本番の公演が成功し、本作品が「陪審ギミック」で有名になると、こうした批判は霧散した。
本作品が公演された際の陪審員役には、著名人も選ばれている。ブロードウェイ公演では、観客の中にいることがわかっている著名人が陪審員役に選ばれるように、あらかじめ打ち合わせがされた。ブロードウェイ公演の初演で選ばれた陪審員役には、その年にリンドバーグ愛児誘拐事件の公判で有名になった弁護士のエドワード・J・レイリー（Edward J. Reilly）や、ボクシング世界ヘビー級王者になったジャック・デンプシー（Jack Dempsey）もいた。その後のブロードウェイ公演で陪審員役に選ばれた著名人には、俳優のリカルド・コルテス（Ricardo Cortez）、ファニア・マリノフ（Fania Marinoff）、チェスター・モリス（Chester Morris）、マーガレット・ワイチャーリイ（Margaret Wycherly）、ローランド・ヤング（Roland Young）、弁護士のダッドリー・フィールド・マローン（Dudley Field Malone）、サミュエル・レイボヴィッツ（Samuel Leibowitz）、野球選手のベーブ・ルース（Babe Ruth）、ブリッジプレーヤーのエリー・カルバートソン（Ely Culbertson）、映画監督のエドワード・バゼル（Eddie Buzzell）、フランクリン・ルーズベルト大統領の息子のジェームズ・ルーズベルト（James Roosevelt）がいる。盲人のための特別公演では、ヘレン・ケラーが陪審員席に座った。ロンドン公演の初演の陪審員役に選ばれた著名人には、音楽家のジャック・ハイルトン（Jack Hylton）、俳優のエイドリアン・アレン（Adrianne Allen）、レイモンド・マッセイ（Raymond Massey）、ベラ・ピアース（Vera Pearce）がいた。シドニー公演の初演の陪審員役に選ばれた著名人には、漫画家のジミー・バンクス（Jimmy Bancks）、テニス王者のジャック・クローフォード（Jack Crawford）、作家のエセル・ナイト・ケリー（Ethel Knight Kelly）、弁護士のビル・ダヴィ（Bill Dovey）、ヴァーノン・トレアット（Vernon Treatt）、リチャード・ウィンデイヤー（Richard Windeyer）がいた。
プロデューサーのウッズは、ブロードウェイ公演にあたり、ニューヨーク州における陪審員召喚に関するルールのいくつかを採用することを決めた。採用されたルールの一つは、陪審員に1日あたり3ドルの手当を支払うというものである。このルールの採用により、観客は陪審員役に選ばれると、チケットの代金を差し引いて少なくとも25セントの利益を得ることになった。採用されたもう一つのルールは、陪審員には男性だけがなれるというルールであった。ただしこのルールは、ヘレン・ケラーが参加した公演のように、例外が設けられることもあった。ウッズは後にこのルールを緩和し、週2回行われた昼興行では、女性も陪審員役になれることにした。通常の刑事裁判と異なり、評決に全員一致は求められず、多数決が採用された。

### 主題
ランドは、この作品は「生に対する感覚」を主題にした劇（"sense-of-life play"）であると述べた。ランドはこの劇中の出来事が文字通りに理解されることを望まず、人生に対する異なるアプローチの仕方の象徴として理解されることを望んだ。アンドレは、人生に対する野心的で、確信的で、非順応的なアプローチを象徴している。他方検事側の証人たちは、順応、成功への妬み、他人に対する支配欲を象徴している。ランドは、毎回の公演における陪審員役の観客たちの判断は、これらの2つの対立し合う「生に対する感覚」（senses of life）に対する、彼らの態度を明らかにすると信じていた。ランド自身は個人主義を支持し、アンドレは「無罪」だと信じていた。ランドはこの劇を観た観客に、「あなたの人生、あなたが達成すること、あなたの幸福、あなたの人格には、最高の重要性がある。どのような状況に遭遇しようとも、自分に関する最高のビジョンに従って生きなさい。自己評価を高揚させることができることは、人間の最も賞賛すべき特質なのだ」という視点が伝わることを望んだ。ランドは、この劇は「道徳に関する哲学的論文ではない」と述べ、この劇はこうした見解をごく簡単に表現しているだけだとも述べた。
この劇には、フリードリヒ・ニーチェのアイデアに対する若き日のランドの関心が反映されていると解釈する評者もいる。ショシャナ・ミルグラム（Shoshana Milgram）は、「物ごとを決して善悪で考えなかった」とされるビョーン・フォークナーの描写に、ニーチェの道徳観の要素を見出した。ロナルド・メリル（Ronald Merrill）は、この劇は"超人"の優越に関する「ニーチェ哲学信奉者の世界観の力強く雄弁な主張」であるとし、外部の道徳的権威も普通の人々の「奴隷道徳」も拒絶していた（とメリルが解釈した）登場人物フォークナーは、"超人"の象徴であるとした。この劇において、犯罪者の登場人物が賞賛されていることを重視した評者もいる。歴史研究者のジェニファー・バーンズ (Jennifer Burns) は、ランドは「犯罪者をヒーローに変えたニーチェによる価値転換」の影響を受けていたために「犯罪に個人主義の抗い難く魅力的な隠喩を見出した」と述べた。ランド自身は、犯罪性は登場人物たちの重要な特質ではないとし、犯罪は順応への反抗と独立の「雄弁なシンボル」としてのみ役立つと述べた。またランドは、「私はこの戯曲を書いた時、詐欺師が英雄的なキャラクターだとも、地位ある銀行家が悪者だとも考えていなかったし、今もそう考えていない」とも述べた。メリルはこの説明を、ランドが後に拒絶したニーチェ哲学のアイデアがこの戯曲で賞揚されていることの隠蔽であるとし、退けた。同様に、伝記作家のアン・ヘラー（Anne Heller）は、ランドは「犯罪者に感じていたロマンチックな魅惑と後に縁を切り」、この劇の登場人物たちの犯罪性を恥じるようになったと述べている。